# بتسامو

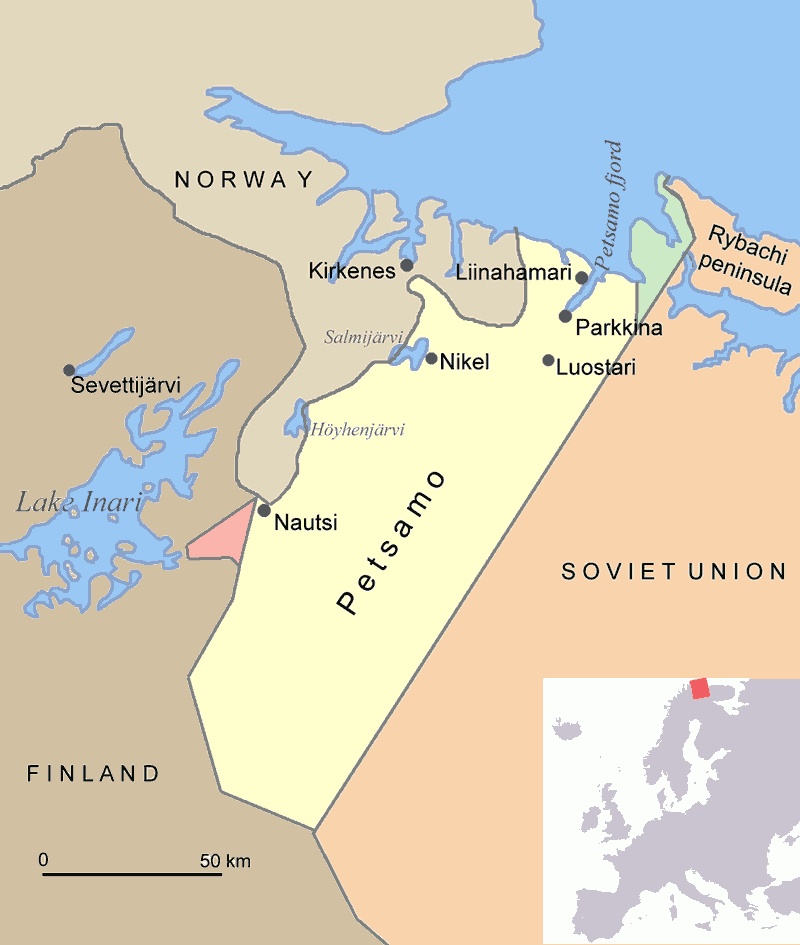
منطقة بتسامو الفنلندية. بالأخضر الجزء الفنلندي المتنازل عنه لصالح الاتحاد السوفياتي بعد حرب الشتاء في عام 1940. الوردي منطقة يانيسكوسكي المتنازل عنها سنة 1947.

بتسامو (بالفنلندية Petsamo ؛ بالروسية Печенга) منطقة الحدود النرويجية الفنلندية مع روسيا في الركن الشمالي الغربي من شاطئ المحيط المتجمد الشمالي. مساحتها 10.470 كلم² كانت المنطقة جزءاً من فنلندا بين عامي 1920-1944، عندما كانت تشكل بلدية بتسامو. حدودها الشرقية بدأت في كورفاتونتوري، كانت مغلقة في المحيط المتجمد الشمالي إلى الشاطئ كالاستاياسارنتو قي البر الرئيسى وسار أكثر من 200 كيلومتر من تماما مباشرة.
تشكل المنطقة في الوقت الراهن أحد المجالات الرئيسية من مورمانسك أوبلاست، والذي يتضمن بلديات بتسامو ونيكلي وزابوليارني الحضرية، وكذلك بلدية كورزونوفو الريفية. يقطن الدائرة بتسامو 45.400 ساكن (2006).